# Средневековая медицина

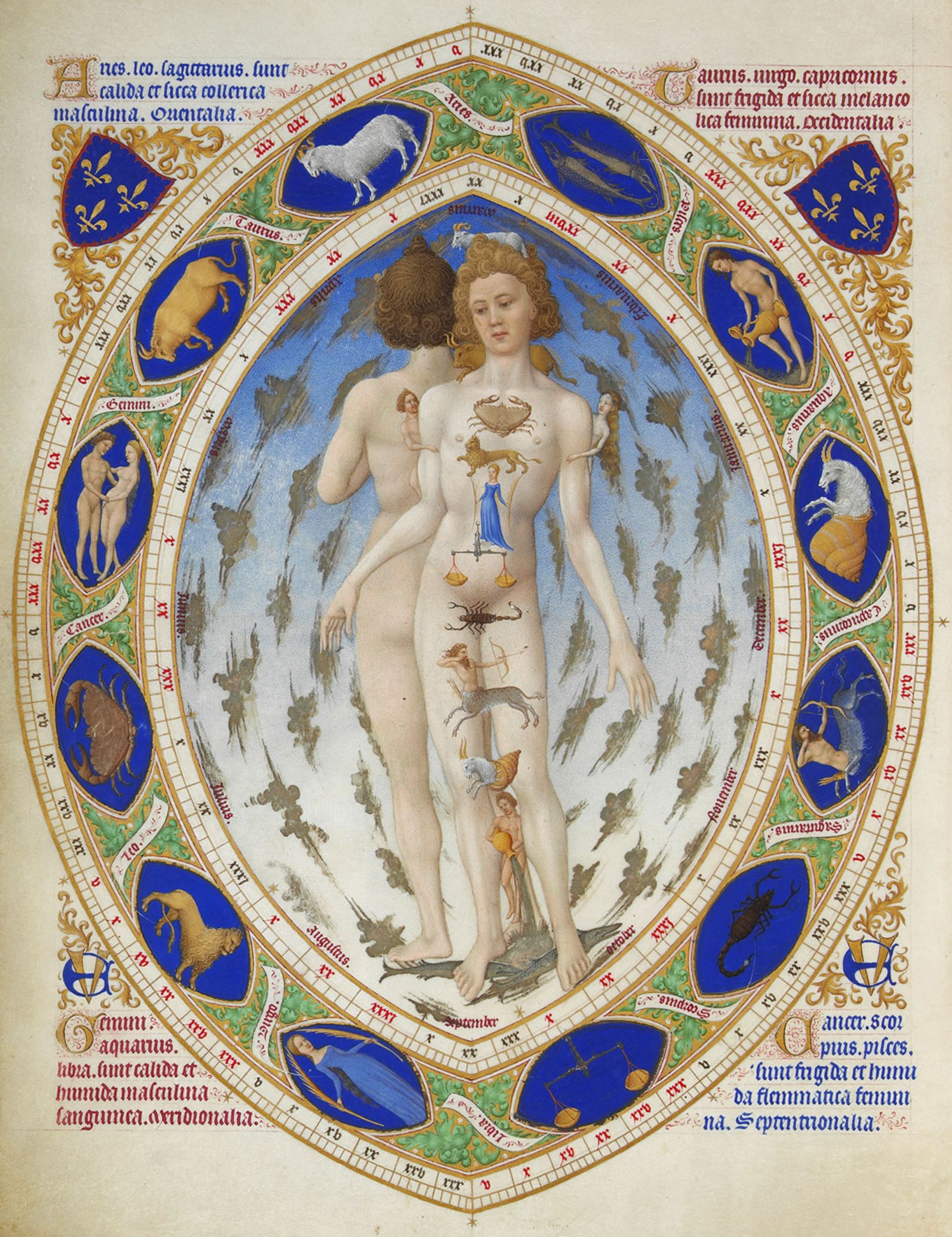
Анатомический Человек. Миниатюра из «Великолепного Часослова» герцога Беррийского

Средневековая медици́на — система научных знаний и практических мер, объединяемых целью диагностики, лечения и профилактики заболеваний, сохранения и укрепления здоровья и трудоспособности людей, продления жизни, а также облегчения страданий от физических и психических недугов, развивавшаяся в период с V по XV века.

### Книжная миниатюра
Одним из источников, способных дать представление о медицине классического и позднего Средневековья, являются разнообразные книжные миниатюры. В Средние века обычной была практика изображать античность или арабский мир, о которых у европейцев было мало информации, в знакомых и современных им декорациях, поэтому даже средневековые иллюминированные списки трудов римского врача Галена или арабского философа и целителя Авиценны могут дать представление о европейской медицине того периода, в который были созданы. На такого рода иллюстрациях можно встретить разнообразные сцены — уход за больными, изготовление лекарств, деторождение, аптекарей и цирюльников, вправление переломов, перевязку ран и т. д.

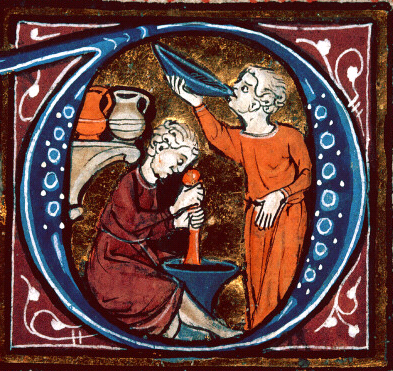
Изготовление лекарств. Иллюстрация из французской иллюминированной рукописи Канона врачебной науки, Авиценны
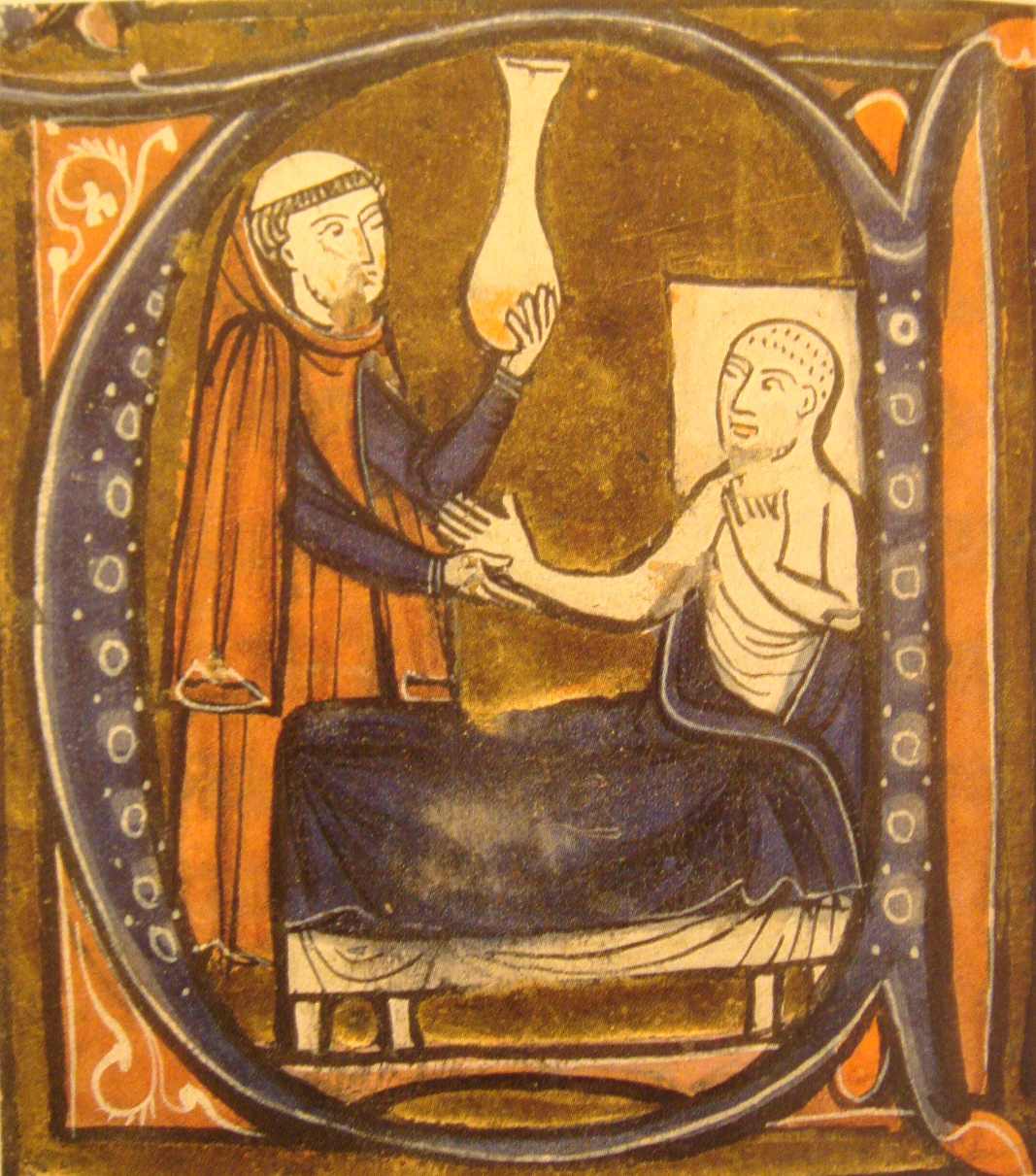
Европейское изображение персидского врача Разеса, держащего сосуд (matula) для сбора мочи, 1250—1260
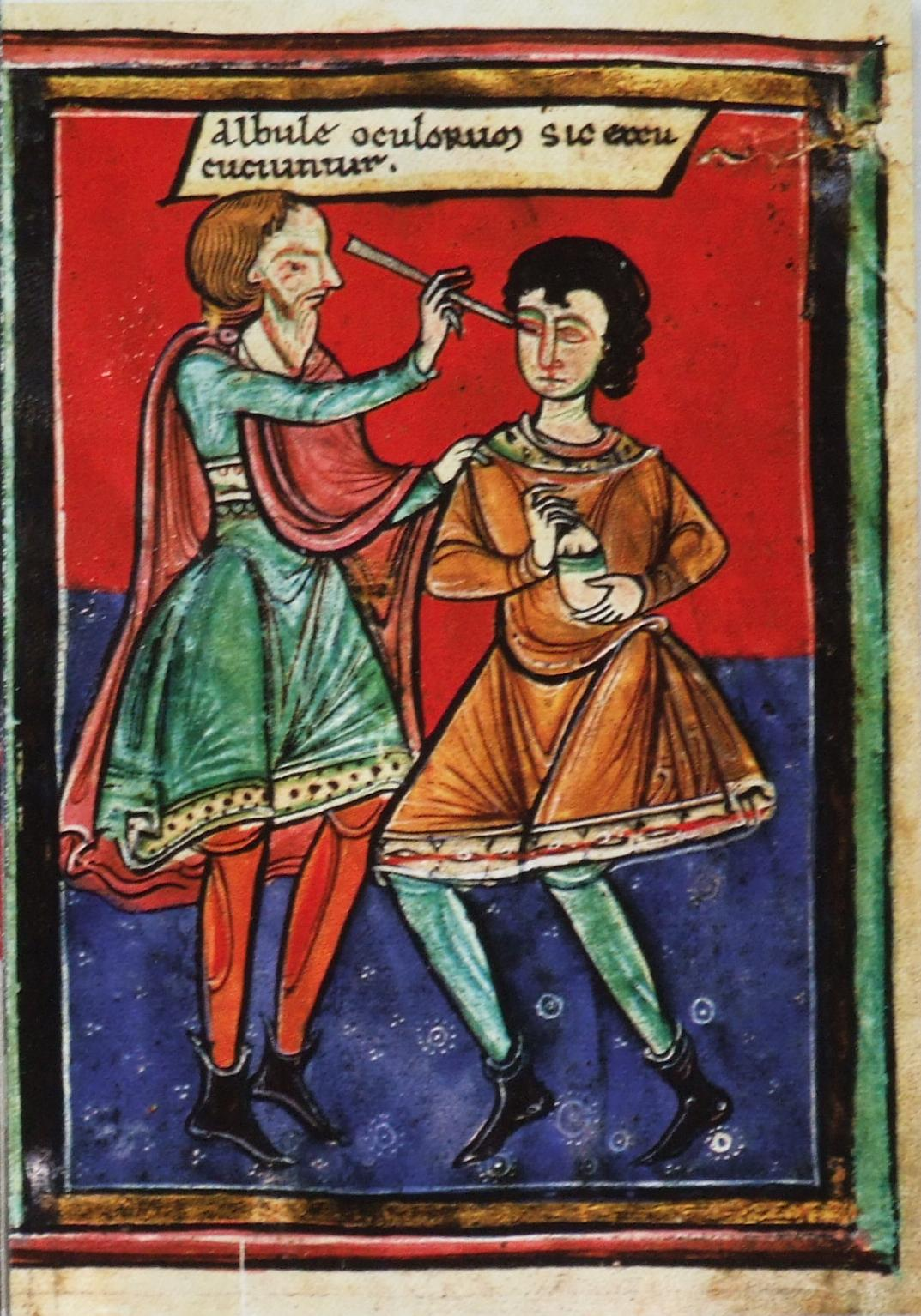
Операция на глазу (вероятно, удаление катаракты или вскрытие бельма), Albulae oculorum sic excutiuntur, 1195
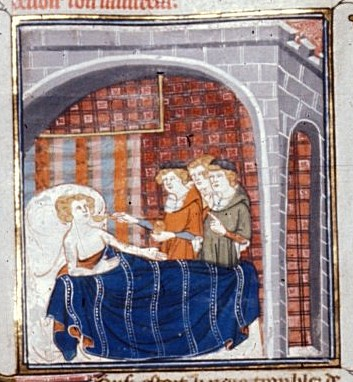
Больной король Франции Людовик VI в окружении врачей, 1332—1350
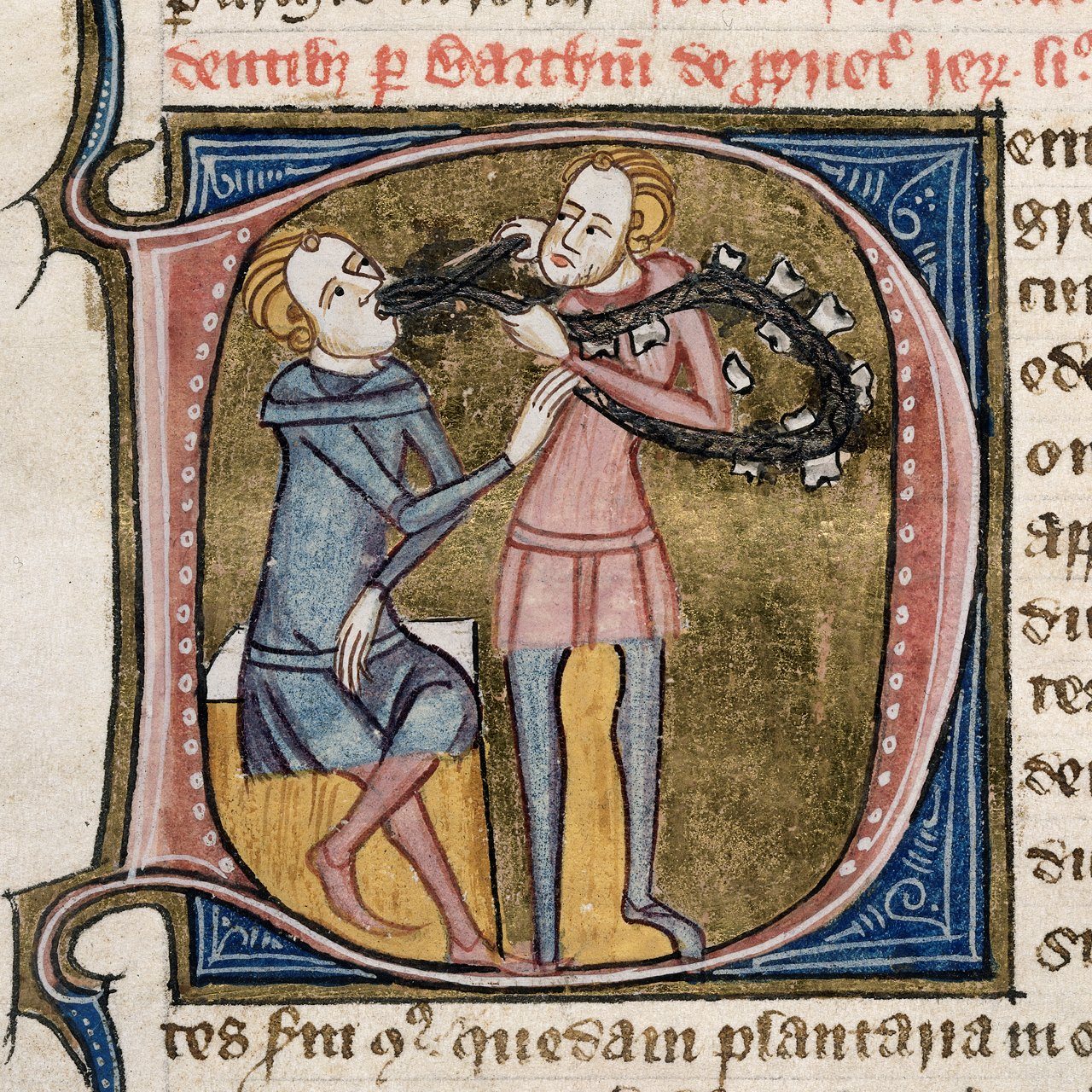
Удаление зубов. «Omne Bonum», Лондон (1360–1375)
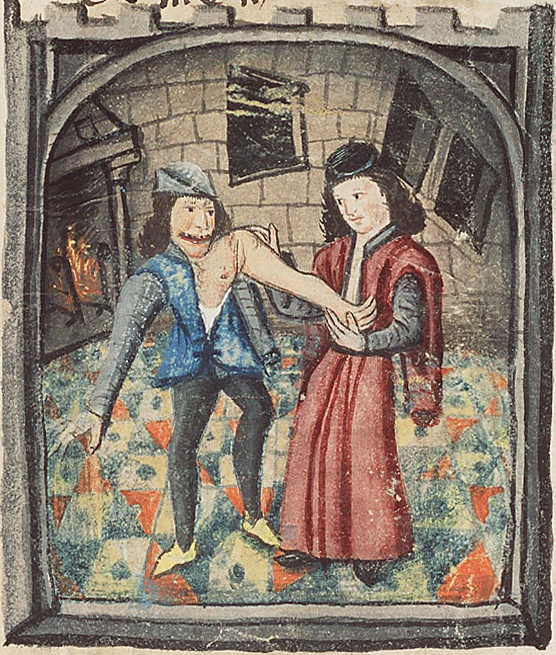
Врач, вправляющий руку. Иллюстрация из трактата Chirurgia Magna французского хирурга Ги де Шолиака, ок. 1450

### Медицинские трактаты

Anathomia Мондино, 1541 год

Хильдегард Бингенская (р. 1098) в возрасте 14 лет пришла в монастырь Диссибоденберг, где переняла знания и позже составила медицинский трактат «Causae et curae» с описанием диагнозов, лечения, прогнозов многих болезней, известных в то время. Практический опыт Хильдергард и другие монастырские врачи получали, выхаживая не только живущих в монастыре, но также паломников, бедняков, работников. Основными повреждениями у больных были рваные раны, переломы, вывихи и ожоги.
«Anathomia» (1316) основоположника современной анатомии Мондино де Луцци быстро стала классическим трудом и столь авторитетным, что прочие позже написанные другими специалистами работы по анатомии, отличающиеся от этого, считались ложными. На протяжении последующих 300 лет обучение в медицинских учреждениях проходило по «Anathomia» Мондино. Анатом XVI века из Болоньи Якопо Беренгарио да Карпи написал расширенный комментарий к труду Мондино, и текст «Anathomia» вошёл в «Fasciculus Medicinae» 1493 года.
В конце XIV века трактат «Tacuinum sanitatis» на латинском языке рассказывал о здоровом образе жизни. Прототипом трактата мог стать труд «Поддержание здоровья» багдадского учёного и врача ибн Бутлана. Значительно больше внимания, нежели лечебным травам, в «Tacuinum sanitatis» уделено описанию полезных и вредных свойств тех или иных видов пищи и съедобных растений.

### Данные археологии
Изучение археологических находок средневековой медицины позволяет ученым понять, каким образом люди лечились и ухаживали за своим здоровьем в те времена. Некоторые из наиболее интересных археологических находок включают в себя следующее:
Инструменты для хирургических вмешательств: в различных археологических раскопках были найдены хирургические ножи, пилы, щипцы и другие инструменты, которые использовались для проведения хирургических операций.
Лекарства и травы: находки различных лекарственных средств, таких как травы, растения и другие натуральные ингредиенты, свидетельствуют о том, что средневековые люди активно использовали растительные препараты для лечения различных заболеваний.
Протезы и ортопедические изделия: археологи также обнаружили различные протезы и ортопедические изделия, которые использовались для коррекции деформаций или замены потерянных конечностей.
Религиозные артефакты: находки различных амулетов, талисманов и других религиозных артефактов свидетельствуют о том, что религиозные обряды и верования играли важную роль в средневековой медицине.
Археологические находки средневековой медицины помогают ученым лучше понять, каким образом медицинская практика и лечение развивались с течением времени и могут быть использованы для современных исследований в области медицины и антропологии.

## Общее состояние науки

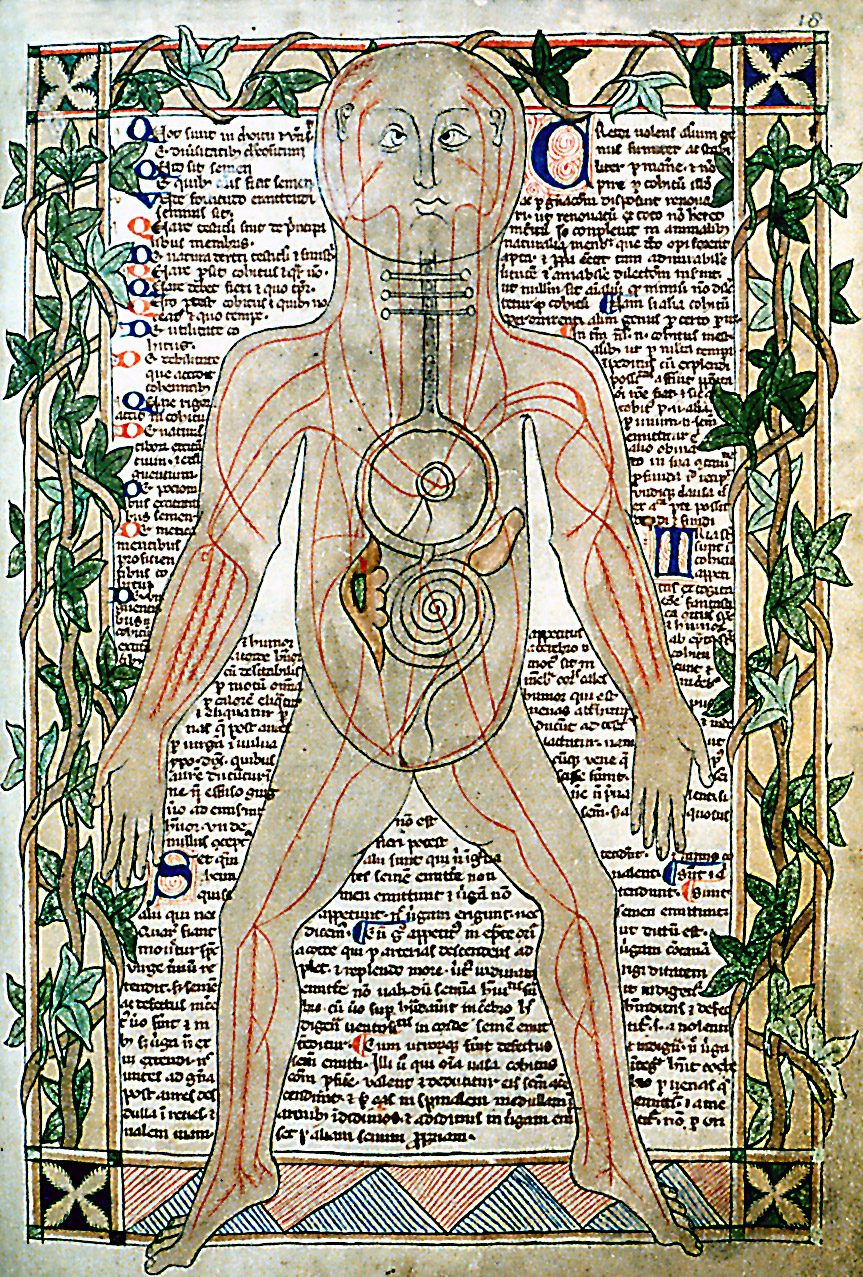
Анатомическое изображение вен XIII века

В средневековой медицине преобладала теория о гуморах (греч. χυμός — «сок»). Эта теория происходила из античной медицины (Алкмеон Кротонский, Гален, Гиппократ, Эмпедокл) и преобладала в западной медицине до XIX века. Считалось, что в организме человека выделяются разными органами четыре гумора, то есть четыре основные жидкости — чёрная желчь, жёлтая желчь, флегма (слизь) и кровь. Их дисбаланс сулил болезни. Например, избыток флегмы вызывал проблемы с лёгкими, отчего кашлем организм пытается избавиться от избытка слизи и восстановить баланс. Удержание баланса жидкостей достигалось соблюдением диеты, лечением и кровопусканием (с использованием пиявок). Четыре жидкости также соотносились с четырьмя временами года, цветами, стихиями и пр.:
| Гумор        | Темперамент | Орган          | Состояние        | Сезон | Стихия | Цвет    | Вкус            | Возраст   |
| ------------ | ----------- | -------------- | ---------------- | ----- | ------ | ------- | --------------- | --------- |
| чёрная желчь | меланхолик  | селезёнка      | холодное сухое   | осень | земля  | чёрный  | острый и кислый | зрелость  |
| флегма       | флегматик   | лёгкие         | холодное влажное | зима  | вода   | белый   | солёный         | старость  |
| кровь        | сангвиник   | голова         | тёплое влажное   | весна | воздух | красный | сладкий         | юность    |
| жёлтая желчь | холерик     | желчный пузырь | тёплое сухое     | лето  | огонь  | жёлтый  | горький         | молодость |

## Социальная и экологическая обстановка

### Гигиена

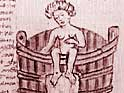
Купающаяся. Миниатюра из «Passionibus Mulierum»

Обычно люди не принимали ванну, поскольку это считалось опасным для здоровья, а умывались и мыли руки в чаше. Тем не менее, купание было важной частью жизни состоятельных людей, а в городах имелись общественные бани, подобные римским термам, где мужчины и женщины мылись вместе. Вернувшиеся из Крестовых походов крестоносцы рассказывали о турецких хаммамах, и в 1162 году в лондонском районе Саутуорк открылось около 18 общественных бань — стьюзов (англ. stews). Воду ароматизировали корицей, лакрицей, тмином и мятой. Бани служили местом также и для принятия пищи и неформального общения, оставаясь во многом респектабельными заведениями. Однако, к XVI веку репутация бань испортилась, а слово «баня» стало синонимом борделя. Начались два «немытых» века, длившиеся примерно с 1550 по 1750-й годы.

Женщины Средних веков удаляли с тела волосы средством на основе огурца, миндального молока и негашёной извести.

## Болезни

### Инфекционные заболевания
По одной версии, сифилис завезён в Европу из Нового Света в конце XV века и быстро распространился по континенту через сексуальные контакты. По другой — сифилис описывают в своих работах Гиппократ, Гален, Диоскорид, Цельс, Авиценна и другие учёные древности. Также в Библии фигурируют описания поражений, характерных для сифилиса. По третьей версии, сифилис происходит (возбудитель лат. Treponema pallidum) из Африки и распространился оттуда в результате войн, торговых связей, вывоза рабов, паломничества христиан и мусульман в святые места. Сифилис часто лечили ртутью. В качестве лекарства с XVI века применяли смолу южноамериканского дерева гваякум, которая не давала такого заметного эффекта как ртуть, но зато не имела и вредных побочных последствий.

### Психические болезни
Лечение психических заболеваний в средневековой Европе опиралось на понимание врачей. Некоторые из них верили, что психические заболевания вызваны действиями сверхъестественных сил (демонов) или одержимостью. Считалось, молитвы, заклинания, экзорцизм помогают избавить человека от страданий. Другим способом изгнать из тела злых духов была трепанация. К ней прибегали при лечении эпилепсии. Тогда верили, будто через проделанное в черепе отверстие злые духи вылетят и оставят страждущего в покое. Тем не менее, такого рода врачи и методы лечения психических заболеваний не были широко распространены. Большинство врачей верили, что расстройства вызваны физическими факторами: нарушение работы органов или дисбаланс гумора. Распространено было поверье, что преобладание в организме чёрной желчи приводит к меланхолии, что сегодня можно классифицировать как шизофрению или депрессию. Средневековые лекари пытались исправить любые физические проблемы, восстановить баланс четырёх главных жидкостей в человеке, чтобы излечить его от психического расстройства. Для этого использовали рвотные средства, слабительные и различные методы кровопускания, чтобы удалить избыток жидкостей организма.

### Женское репродуктивное здоровье

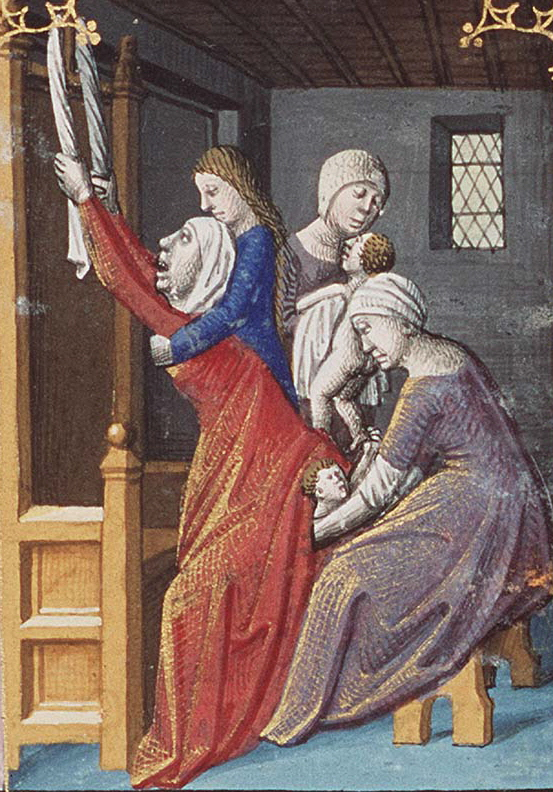
Рождение близнецов. Миниатюра из «La Cité de Dieu» (1475—1480)

С медицинской точки зрения тех времён женское тело рассматривалось как более хрупкая разновидность мужского, как зеркальное отражение, с половыми органами внутри, а не снаружи.

В средневековой Европе тексты Тротулы Салернской (XI—XII века) были основным источником информации о женском здоровье.

## Методы лечения

### Хирургия

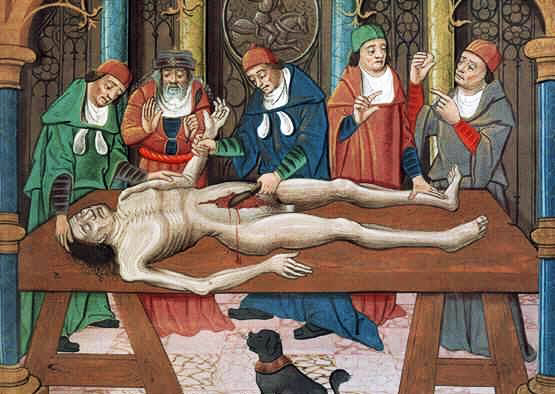
Вскрытие трупа. Миниатюра из французского издания трактата «О свойствах вещей» Бартоломея Английского. XV век

Достижения некоторых хирургов средневековья были существенными. Итальянский хирург Лукка ещё в XIII веке для обезболивания использовал специальные губки, пропитанные веществами, вдыхание паров которых приводило к потере сознания и болевой чувствительности. Бруно де Лангобурго в том же XIII веке выявил принципиальную разницу между первичным и вторичным заживлением ран, ввёл термины «заживление первичным натяжением» и «заживление вторичным натяжением». Французский хирург Анри де Мондевиль предлагал накладывать ранние швы на рану, выступал против её зондирования, связывал общие изменения в организме с характером течения местного процесса. Были и другие примечательные достижения, но всё-таки основными принципами хирургии в средние века были: «Не вреди» (Гиппократ), «Самое лучшее лечение — это покой» (Цельс), «Природа сама исцеляет раны» (Парацельс), «Medicus curat, deus sanat» (врач заботится, Бог лечит).
Итальянский врач и анатом Мондино де Луцци возобновил долгое время запрещавшуюся средневековой католической церковью практику публичных вскрытий трупов умерших людей в целях обучения студентов медицине. В январе 1315 года с разрешения Ватикана он провёл первое вскрытие в Болонском университете. После Мондино с 1404 года вскрытия стали обычным явлением при преподавании медицины в Болонье, а в Падуе с 1429 года анатомическая секция официально признана университетским статутом.

### Терапия
Основными средствами лечения оставались травы, а к приблизительно XVI веку медицинская химия получила широкое признание.

### Ритуальное лечение
Поскольку медицинская наука в Средние века была развита слабо, медицинский опыт перекрещивался с магией. Значительная роль в средневековой медицине отводилась магическим обрядам, воздействию на болезнь посредством символических жестов, «особых» слов, предметов. С XI—XII вв. в целительных магических обрядах появились предметы христианского культа, христианская символика, языческие заклинания перелагались на христианский лад, появились новые христианские формулы, расцвёл культ святых и их наиболее популярных мест погребения святых, куда стекались тысячи паломников, желающих вернуть себе здоровье. Святым жертвовали дары, страждущие молили святого о помощи, стремились прикоснуться к какой-либо вещи, принадлежавшей святому, соскабливали каменную крошку с надгробий и т. д. С XIII века оформилась «специализация» святых; примерно половина всего пантеона святых считались патронами определённых болезней.
Помимо исцеления святыми, были распространены амулеты, которые считались важным профилактическим средством. Получили хождение христианские амулеты: медные или железные пластины со строчками из молитв, с именами ангелов, ладанки со святыми мощами, флакончики с водой из священной реки Иордан и т. п. Пользовались и лечебными травами, собирая их в определённое время, в определённом месте, сопровождая определённым ритуалом и заклинаниями. Часто сбор трав приурочивали к христианским праздникам. Кроме того, считалось, что крещение и причастие тоже воздействуют на здоровье человека. В Средние века не было такой болезни, против которой не было бы специальных благословений, заклятий и т. д. Целебными считались также вода, хлеб, соль, молоко, мёд, пасхальные яйца.

## Врачебные специальности

### Профессиональные врачи

#### Чумной доктор

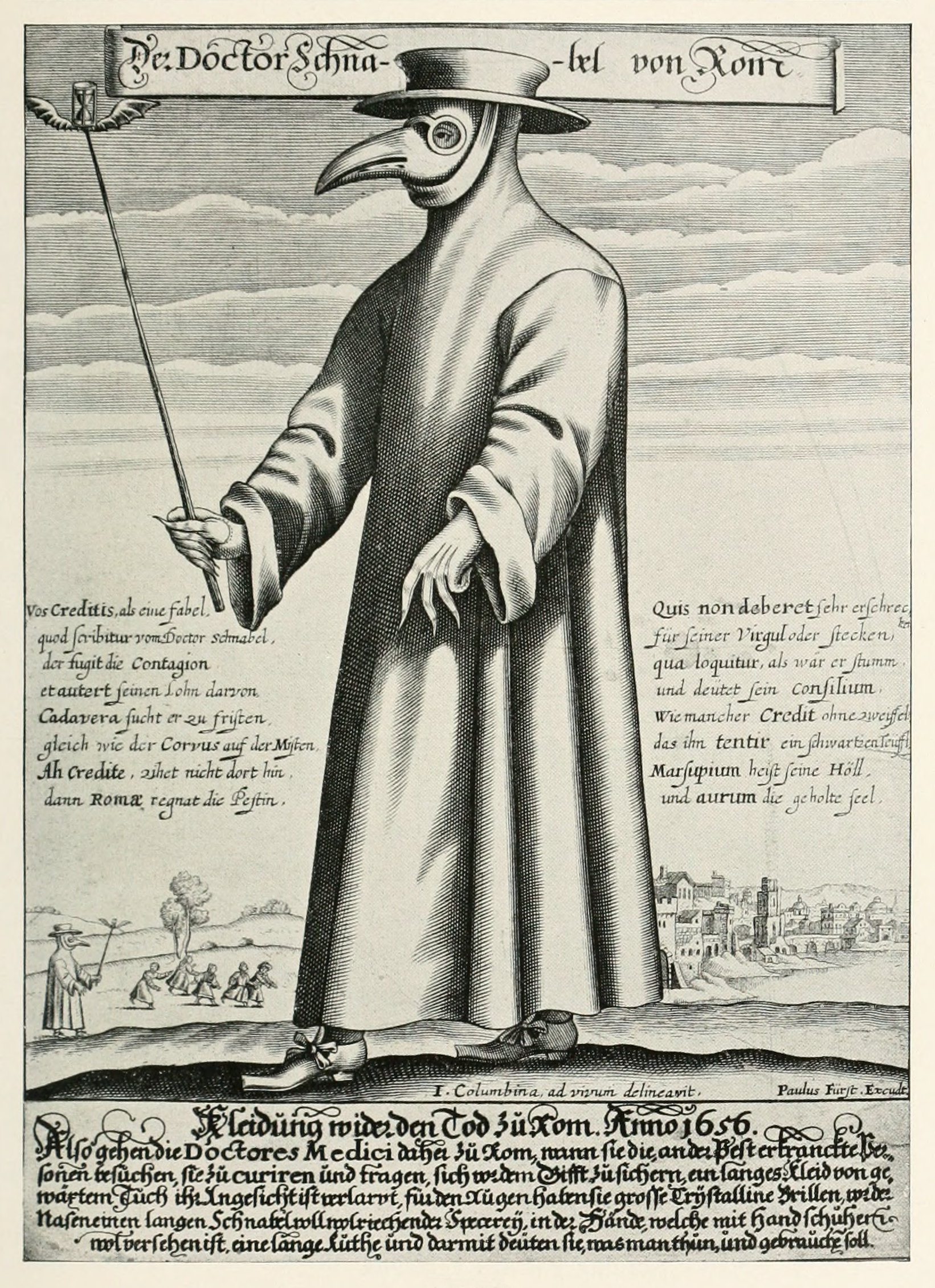
Доктор Шнабель фон Ром («Доктор Клюв Рима»), гравюра Поля Фюрста, 1656 год

Чумной доктор, или врачеватель чумы — врач в Европе периода Позднего Средневековья и Ренессанса, основной обязанностью которого являлось лечение больных бубонной чумой, или «чёрной смертью», в особенности во время эпидемий, распространённых в то время по причинам неурожаев, многочисленных войн, городского перенаселения, антисанитарии и низкого уровня медицины.
До XIV века специализированных врачей для лечения чумы не существовало. Впервые, нескольких докторов для лечения поражённых «чёрной смертью» жителей Авиньона пригласил Папа Римский Климент VI в 1348 году. После этого примеру Папы последовали сюзерены и городские советы страдавших от чумы крупных городов, и на последующие четыре столетия чумные доктора стали ценными специалистами, которым даже позволялось вскрывать трупы умерших от чумы, а их труд оплачивался в 4 раза дороже, чем труд обычных докторов. Тем не менее, зачастую жить врачам приходилось в специально отведённых зонах (на карантине) во избежание распространения опасных заболеваний.
В качестве лечения чумные доктора практиковали кровопускание, помещение лягушек на бубоны, чтобы «сбалансировать соки нормальной жизни», вырезание или прижигание чумных бубонов.
Врачеватели чумы носили характерный защитный костюм. Важно иметь в виду, что костюм чумного доктора в своем окончательном виде появился только в 1619 году, когда французский медик Шарль де Лорм (фр. Charles de Lorme) предложил полный комплект защитной одежды для врачей, имеющих дело с больными чумой. Костюм был сделан с оглядкой на кожаный доспех легкой пехоты и представлял собой длинный, от шеи до лодыжек, плащ из вощеной кожи или грубого холста, промасленный или пропитанный воском, узкие брюки, перчатки, ботинки и шляпу. Маска с клювом, обязательный атрибут костюма чумного доктора, защищала от «болезнетворного запаха». Клюв или его кончик были заполнены сильно пахнущими лекарственными травами, которые облегчали дыхание при постоянном чумном смраде, а, поскольку Чумной доктор для профилактики постоянно жевал чеснок, клюв также защищал окружающих от чесночного запаха. Кроме того, доктор помещал ладан на специальной губке в ноздри и уши. Чтобы не задохнуться, в клюве имелись два небольших вентиляционных отверстия. Маска имела стеклянные вставки для глаз. До 1619 года единого защитного костюма не существовало, и чумные доктора носили разнообразную одежду, что подтверждается графическими источниками.
Образ чумного доктора прочно вошёл в европейскую культуру, в частности, в итальянскую «Комедию дель арте», а также воплотился в знаменитой венецианской маске, напоминающей маску доктора.

### Банщики-цирюльники
В Средние века главным образом была развита практическая медицина, которой занимались банщики-цирюльники. Они делали кровопускания, вправляли суставы, ампутировали. Профессия банщика в общественном сознании ассоциировалась с «нечистыми» профессиями, связанными с больным человеческим телом, кровью, с трупами; на них долго лежала печать отверженности. В Позднее Средневековье авторитет банщика-цирюльника как практического лекаря стал возрастать, именно к ним чаще всего обращались больные. К мастерству банщика-лекаря предъявлялись высокие требования: он должен был в течение восьми лет пройти срок ученичества, сдать экзамен в присутствии старейшин цеха банщиков, представителя городского совета и докторов медицины. В некоторых городах Европы в конце XV века из числа банщиков учреждались цеха врачей-хирургов (например, в Кёльне).

## Больницы и госпитали
Больницы появились в Раннее Средневековье, как правило, при церквях и монастырях. Уже в V веке по уставу св. Бенедикта монахам, которые не имели специального образования, вменялось в обязанность лечить и ухаживать за больными. Госпитали раннего Средневековья предназначались не столько для больных, сколько для странников, пилигримов, нищих.
В Высокое Средневековье, с конца XII века, появились больницы, основанные светскими лицами — сеньорами и состоятельными горожанами. Со второй половины XIII века в ряде городов начался процесс так называемой коммунализации больниц: городские власти стремились участвовать в управлении больницами или полностью взять их в свои руки. Доступ в такие больницы был открыт бюргерам, а также тем, кто сделает специальный взнос.